# Nationalpark Pirin
Der Nationalpark Pirin (bulgarisch Национален парк „Пирин“ [naʦiɔnalɛn park pirin]) liegt im gleichnamigen Gebirge im äußersten Südwesten Bulgariens. Er umfasst eine Fläche von rund 40.000 Hektar; auf seinem Gebiet liegt der höchste Gipfel des Pirin-Gebirges, der 2914 m hohe Wichren. Der Park ist in der Liste der Natura-2000-Schutzgebiete aufgenommen.

## Geographie
Im Nationalpark gibt es 176 Trichterseen, und in der Schneeschmelze bilden sich zeitweise weitere Bergseen. Vom Gebiet des Nationalparks sind etwa 80 % mit Wald bedeckt; in den Wäldern finden sich viele Schwarzkiefern. Die Stiftung Europäisches Naturerbe (Euronatur) betreibt im Nationalpark ein Projekt zum Schutz der Wölfe, wobei auch ein Großraubtierzentrum eingerichtet werden soll.
Mit der Bajkuschewa Mura befindet sich hier einer der ältesten Bäume weltweit.

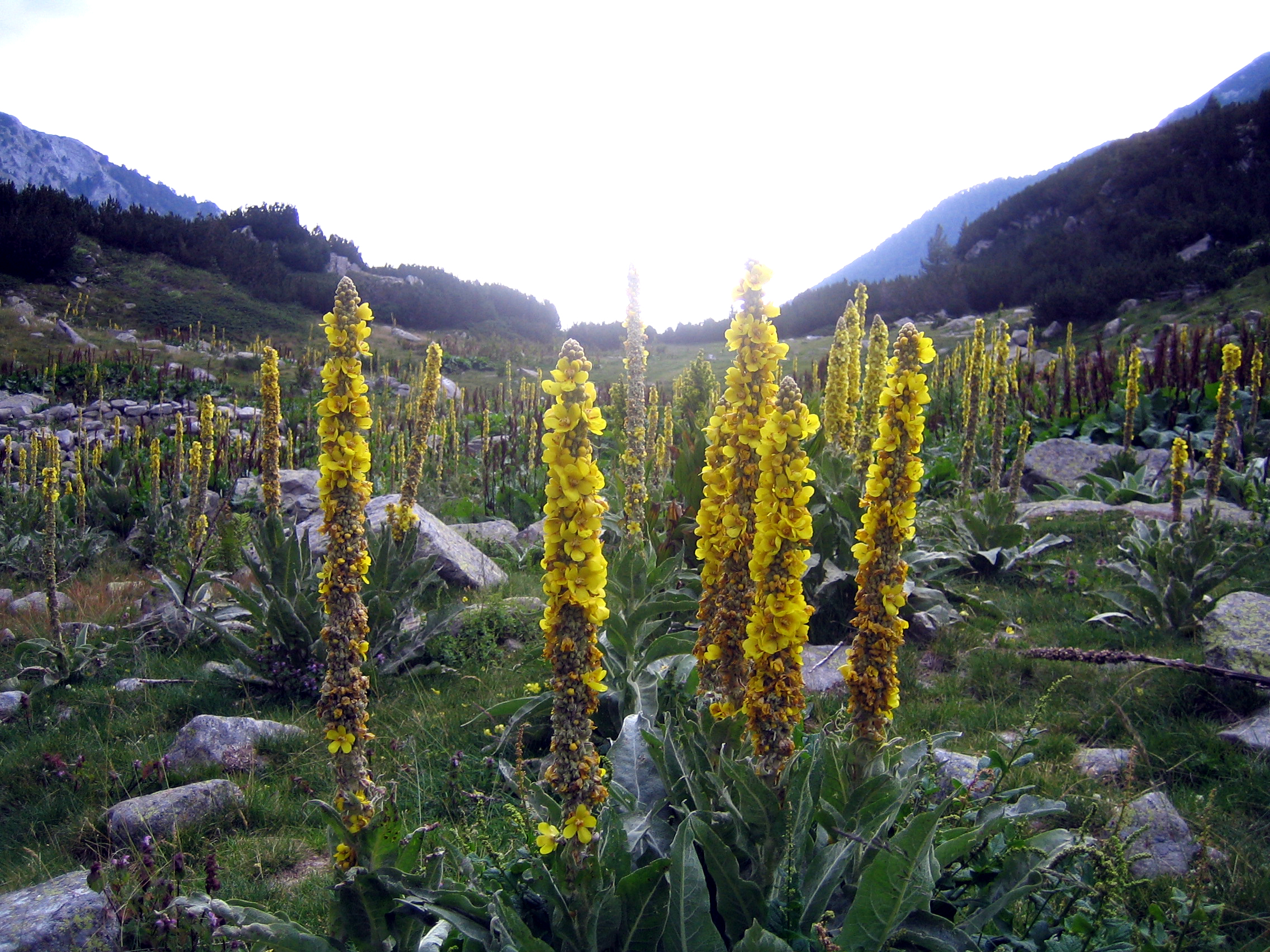
Bestand der Großblütigen Königskerze im Nationalpark Pirin
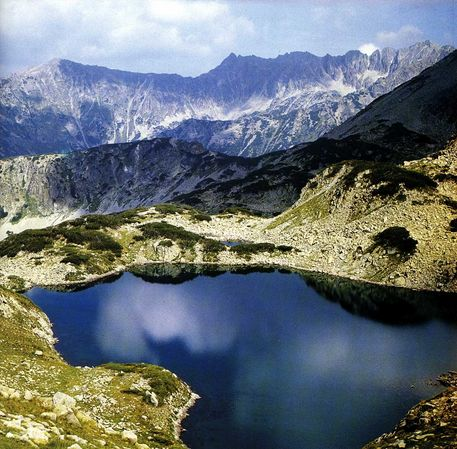
Der Gorno Wasilaschko-See
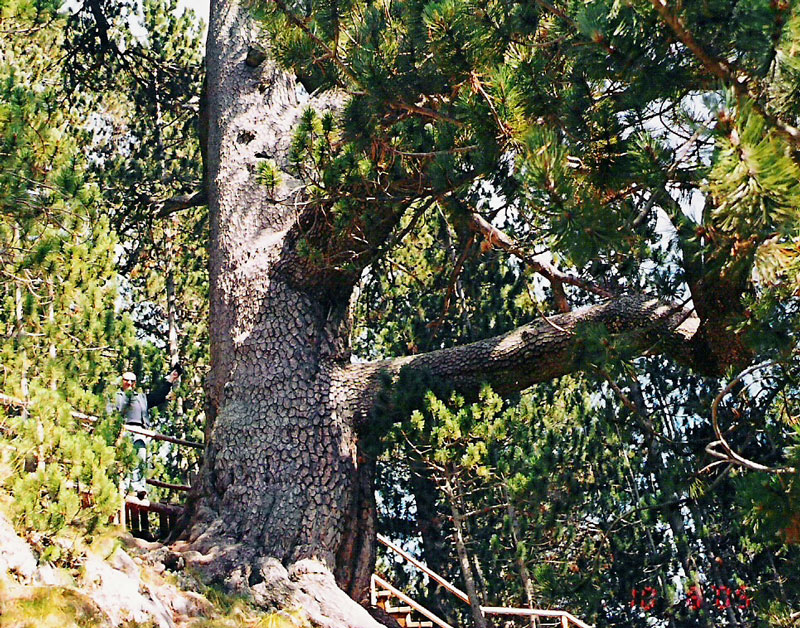
Die Bajkuschewa Mura, ältester Baum Bulgariens

## Filme
- Der Nationalpark Pirin in Bulgarien. Dokumentarfilm, Deutschland, 2005, 43:15 Min., Regie: Bernd Niestroj und Jürgen Rehberg, Produktion: MDR, arte, Reihe: Europas wilder Osten, Erstsendung: 30. Juni 2005, Inhaltsangabe von ARD, Nationalpark Pirin bei IMDb.